# Hugo Veliký
Hugo Veliký (898 Paříž – 16. června 956 Dourdan) byl franský vévoda a pařížský hrabě z dynastie Robertovců.
Narodil se v Paříži, jako syn Roberta I. Francouzského a Beatrix z Vermandois, dcery Herberta I. z Vermandois. Jeho nejstarším synem byl Hugo Kapet, který se stal v roce 987 francouzským králem. 
V roce 922 si západofranská šlechta po povstání proti karlovskému králi Karlovi III. Francouzskému zvolila Hugova otce Roberta, západofranským králem. Po jeho smrti v bitvě u Soissons v roce 923 se Hugo vzdal koruny ve prospěch svého švagra Rudolfa Burgundského. O trůn usiloval i sesazený král Karel III., který byl ale v boji o moc uvězněn svým bratrancem Herbertem II. z Vermandois. Herbert pak využíval svého vězně k uskutečňování svých ambicí a vydírání krále Rudolfa Burgundského až do Karlovy smrti v roce 929. Po té byl Herbert II. z Vermandois králem poražen a zbaven majetku. Až zásah Herbertova spojence Jindřicha I. Ptáčníka mu umožnil získat část majetku zpět. Vše výměnou za jeho podrobení se králi Rudolfovi Burgundskému. 
Po smrti krále Rudolfa v roce 936 Hugo vlastnil téměř celý region mezi Loirou a Seinou, což odpovídalo bývalému území Neustrie, s výjimkou Anjou a území odstoupeného v roce 911 Normanům. Velmi aktivně se v roce 936 podílel na návratu Ludvíka IV. Francouzského z exilu v anglickém království. V roce 937 se oženil s Hedvikou Saskou, dcerou Jindřicha I. Ptáčníka. 
I když pomohl králi Ludvíkovi k návratu z exilu, přesto se brzy postavil na stranu jeho oponentů Herberta II. z Vermandois a Williama Longsworda. Král v roce 938 začal zabírat pozemky bývalých členů své rodiny, především Herberta II. z Vermandois, následně roku 939 zaútočil na Huga Velikého a Williama Longsworda. V témže roce se Hugo spolu s Herbertem II. z Vermandois, Arnulfem I. Flanderským a Williamem Longswordem obrátili na císaře Otu Velikého, kterému vzdali poctu a podpořili ho v boji proti Ludvíkovi. V roce 945 Ludvík padl do rukou Normanů a zpět do Franské říše byl předán Hugovi výměnou za jejich mladého vévodu Richarda. Hugo Ludvíka IV. v roce 946 propustil pod podmínkou, že se vzdá pevnosti Laon. V roce 948 biskupský koncil Huga Velikého v jeho nepřítomnosti odsoudil a exkomunikoval. Hugo na to reagoval útokem na Soissons a Remeš. Exkomunikace na jeho osobu byla opakována koncilem v Trevíru. Po té Hugo ustoupil a uzavřel s králem Ludvíkem IV., s církví a svým švagrem Otou I. Velikým mír.
Po smrti Ludvíka IV. byl Hugo jedním z prvních, kdo uznali Lothara za jeho nástupce a za intervence královny Gerbergy Saské byl nápomocen při jeho korunovaci. Král Hugovi přidělil burgundské a akvitánské vévodství. Burgundský vévoda Giselbert jej však uznal za svého vazala a zasnoubil svou dceru s Hugovým synem Otou Jindřichem. Hugo zemřel 16. června 956 v Dourdanu.

## Rodina
Hugo se v roce 922 oženil s Juditou, dcerou hraběte Rogera z Maine a jeho manželky Rothildy. Judita zemřela bezdětná v roce 925. Druhou Hugovou manželkou se v roce 926 stala Eadhild, dcera anglosaského krále Eduarda I. Staršího. Eadhild zemřela bezdětná v roce 938. Potřetí se Hugo oženil s Hedvikou Saskou, dcerou Jindřicha I. Ptáčníka a jeho ženy Matyldy. S Hedvikou měl Hugo několik dětí:
- Beatrix Francouzská
- Hugo Kapet
- Ema Pařížská
- Ota Burgundský
- Jindřich I. Burgundský